# ランドール・サンドラム模型
ランドール・サンドラム模型（5次元ワープジオメトリ理論とも称される）とは、物理学において、ワープ幾何学による高次元宇宙の観点から、より具体的には5次元の反ドジッター空間として世界を記述するモデルである。素粒子（重力子を除く）は（3+1）次元のブレーン上に存在するとされる。
リサ・ランドールとラマン・サンドラムは、当時流行していた普遍的余剰次元模型に不満を持ち、1999年に2つの論文で2つのランドール・サンドラム模型を提案した。これらのモデルには、2つのパラメータ微調整が必要である。 1つはバルク（高次元時空）における宇宙定数の値、もう1つはブレーンの張力の値である。後に、反ド・ジッター/共形場理論（AdS / CFT）対応の文脈でランドール・サンドラム模型を研究している際、ランドールとサンドラムはそれがテクニカラー模型と双対になることを示した。
2つの模型のうちRS1と呼ばれる最初の模型は、両端に1つずつ、2つのブレーンを備えた有限サイズの余剰次元を持つ。2番目の模型RS2はRS1と似ているが、1つのブレーンが無限に離れて配置されているため、模型に残っているブレーンは1つだけである。

## 概要
ランドール・サンドラム模型は、標準模型の階層性問題を解くために開発されたブレーンワールド理論である。この模型は、極端に歪んでいる有限サイズの5次元バルク（プランクブレーン〈ここでは重力は比較的強い力として存在するものであり、「重力ブレーン」とも呼ばれる〉とTeVブレーン〈標準模型の粒子が存在する私たちの観測する世界であり、「弱いブレーン」とも呼ばれる〉を含む）の存在を予言する。この模型では、2つのブレーンはそれほど大きくない5番目の次元中で、約16単位（ブレーンとバルクエネルギーに基づく単位）分だけ離れている。 プランクブレーンは正のブレーンエネルギーを持ち、TeVブレーンは負のブレーンエネルギーをもつ。これらのエネルギーが時空の極端な歪みの原因となる。

## 重力子確率密度関数
5番目の次元に沿ってのみ歪んでいるこの歪んだ時空では、重力子の確率密度関数はプランクブレーンで非常に高くなるが、TeVブレーンに近づくにつれて指数関数的に低下する。この場合、重力はプランクブレーンよりもTeVブレーンの方がはるかに弱くなる。

## RS1模型
RS1モデルは、階層性問題を解決しようとするものである。余剰次元のゆがみは、ブラックホールなどの巨大な物体の近くでの時空のゆがみに似ている。この時空の歪み（つまり赤方偏移）は大きなエネルギースケールの比を生じさせるため、余剰次元の一方の端の持つ自然なエネルギースケールは、もう一方の端よりもはるかに大きくなる。
{\displaystyle \mathrm {d} s^{2}={\frac {1}{k^{2}y^{2}}}(\mathrm {d} y^{2}+\eta _{\mu \nu }\,\mathrm {d} x^{\mu }\,\mathrm {d} x^{\nu }),}
ここで、 {\textstyle k} は定数であり、{\textstyle \eta } は「-+++」符号数を持つ。この空間は {\textstyle y=1/k} および {\textstyle y=1/(Wk)} に境界があり（ただし、{\displaystyle 0\leq 1/k\leq 1/(Wk)} ）、ここで {\textstyle k} はプランクスケール近辺の値、 {\textstyle W} はワープ係数、 {\textstyle Wk} は TeV スケールの値である。 {\textstyle y=1/k} の境界はプランクブレーンと称され、  {\textstyle y=1/(Wk)} の境界はTeVブレーンと称される。標準模型の粒子はTeVブレーン上に存在する。ただし、両方のブレーンは {\textstyle -\ln(W)/k} だけ離れている。
別の座標系では、
{\displaystyle \varphi \ {\stackrel {\mathrm {def} }{=}}\ -{\frac {\pi \ln(ky)}{\ln(W)}},}
とおけば
{\displaystyle 0\leq \varphi \leq \pi ,}
また
{\displaystyle \mathrm {d} s^{2}=\left({\frac {\ln(W)}{\pi k}}\right)^{2}\,\mathrm {d} \varphi ^{2}+e^{\frac {2\ln(W)\varphi }{\pi }}\eta _{\mu \nu }\,\mathrm {d} x^{\mu }\,\mathrm {d} x^{\nu }.}
となる。

## RS2模型
RS2模型はRS1と同じ時空を使用するが、TeVブレーンは存在しない。標準模型の粒子は、プランクブレーン上にあると推定される。この模型は元来、多くの観点から4次元模型のように振る舞う無限の5次元モデルを表しているため、興味を持たれていた。この設定は、 AdS/CFT予想の研究にも役立つ可能性がある。

## 前駆となる模型
1998から1999年にかけ、Merab Gogberashviliは、非常によく似たテーマに関する多数の記事をarXivに公開した。Gogberashviliは、宇宙が5次元空間で膨張する薄い殻（「ブレーン」の数学的な同義語）と見なされる場合、5次元宇宙定数と宇宙の厚さに対応する素粒子理論における1つのスケールが得られ、したがって階層性問題が解決される可能性があることを示した。また、物質場の局所解を与えるアインシュタイン方程式の余分な成分が安定性条件の1つと一致するため、宇宙の4次元性は安定性要件の結果であることが示された。

## 実験結果
2016年8月、LHCの実験結果では、 {\textstyle k=0.1} のとき質量が3.85 TeV未満、{\textstyle k=0.2} のとき4.45 TeV未満のRS重力子は棄却されている。また、{\textstyle k=0.01} の場合、重力子の質量は1.95 TeV未満かつ1.75 TeV〜1.85TeV以外の領域で棄却されている。現在、RS重力子の生成に対する最も厳しい制限である。